# Sinus pétro-squameux
Le sinus pétro-squameux (ou sinus de Luschka) est une veine fœtale qui disparaît généralement à la naissance et, lorsqu'elle est présente, remonte le long de la fissure pétro-squameuse et s'ouvre dans le sinus transverse.